# Macrognathus aral
Macrognathus aral је зракоперка из реда Synbranchiformes и фамилије Mastacembelidae. 

## Угроженост
Подаци о распрострањености ове врсте су недовољни.

## Распрострањење
Врста има станиште у Бангладешу, Индији, Непалу и Пакистану.

## Станиште
Станиште врсте су слатководна подручја.